# Циримокос, Илиас
Илиас Циримокос (греч. Ηλίας Τσιριμώκος; 26 апреля 1907, Ламия — 13 июля 1968, Афины) — греческий политик левоцентристского толка, временный премьер-министр страны.

## Биография
Родился в городе Ламия в 1907 году. Его отец, Иоаннис Циримокос, также занимался политикой. Был впервые избран в парламент в 1936 году от Либеральной партии. Во время немецкой оккупации основал небольшую левую партию Народно-демократический союз. Циримокос был её генеральным секретарем, пока его не заменил профессор права Александрос Сволос. В 1941 году партия присоединилась к Национально-освободительному фронту, а Циримокос получил место в центральном комитете Фронта. В 1944 году Циримокос получил пост секретаря юстиции в подконтрольном Фронтовые Политическом комитете национального освобождения.
На выборах 1950 года, после Гражданской войны, Циримокос снова получил место в парламенте, на этот раз — от Афин. Переизбирался в 1958, 1961, 1963 и 1964 годах. Вместе с Комниносом Пиромаглу основал Демократический союз, впоследствии Союз центра.  В 1963 году стал спикером.
В 1965 году король Константин II поручил ему сформировать новое правительство. Его кабинет был непродолжительным и был распущен из-за вотума недоверия. На посту главы правительства его заменил Стефанос Стефанопулос, в правительстве которого Циримокос получил министерский пост.
Умер в Афинах 13 июля 1968.